# استنلی (جزایر فالکلند)
استنلی (انگلیسی: Stanley؛‎/ˈstænli/‎ که به عنوان بندر استنلی نیز شناخته می‌شود پایتخت جزایر فالکلند است. بر طبق سرشماری سال ۲۰۰۶ جمعیت آن ۲٬۱۱۵ نفر بوده‌است.